# Сікокес (Нью-Джерсі)
Сікокес (англ. Secaucus) — місто (англ. town) в США, в окрузі Гудзон штату Нью-Джерсі. Населення — 22 181 особа (2020).

## Географія
Сікокес розташований за координатами 40°46′55″ пн. ш. 74°4′4″ зх. д. / 40.78194° пн. ш. 74.06778° зх. д. (40.781958, -74.067649).  За даними Бюро перепису населення США в 2010 році місто мало площу 17,09 км², з яких 15,08 км² — суходіл та 2,01 км² — водойми.

## Демографія
Згідно з переписом 2010 року, у місті мешкали 16 264 особи в 6297 домогосподарствах у складі 4114 родин. Було 6846 помешкань
Расовий склад населення:
| - 68,4 % — білих - 20,4 % — азіатів - 4,1 % — чорних або афроамериканців - 0,2 % — корінних американців - 4,4 % — осіб інших рас |

До двох чи більше рас належало 2,5 %. Частка іспаномовних становила 18,6 % від усіх жителів.
За віковим діапазоном населення розподілялося таким чином: 19,3 % — особи молодші 18 років, 65,1 % — особи у віці 18—64 років, 15,6 % — особи у віці 65 років та старші. Медіана віку мешканця становила 40,2 року. На 100 осіб жіночої статі у місті припадало 94,7 чоловіків;  на 100 жінок у віці від 18 років та старших — 90,5 чоловіків також старших 18 років.
Середній дохід на одне домашнє господарство  становив 108 880 доларів США (медіана — 86 061), а середній дохід на одну сім'ю — 116 580 доларів (медіана — 97 222). Медіана доходів становила 74 609 доларів для чоловіків та 57 204 долари для жінок. За межею бідності перебувало 7,5 % осіб, у тому числі 8,9 % дітей у віці до 18 років та 5,9 % осіб у віці 65 років та старших.
Цивільне працевлаштоване населення становило 9209 осіб. Основні галузі зайнятості: освіта, охорона здоров'я та соціальна допомога — 19,5 %, науковці, спеціалісти, менеджери — 13,8 %, фінанси, страхування та нерухомість — 13,3 %.